# 穆斯特施泰因山
47°24′45″N 11°7′57″E / 47.41250°N 11.13250°E

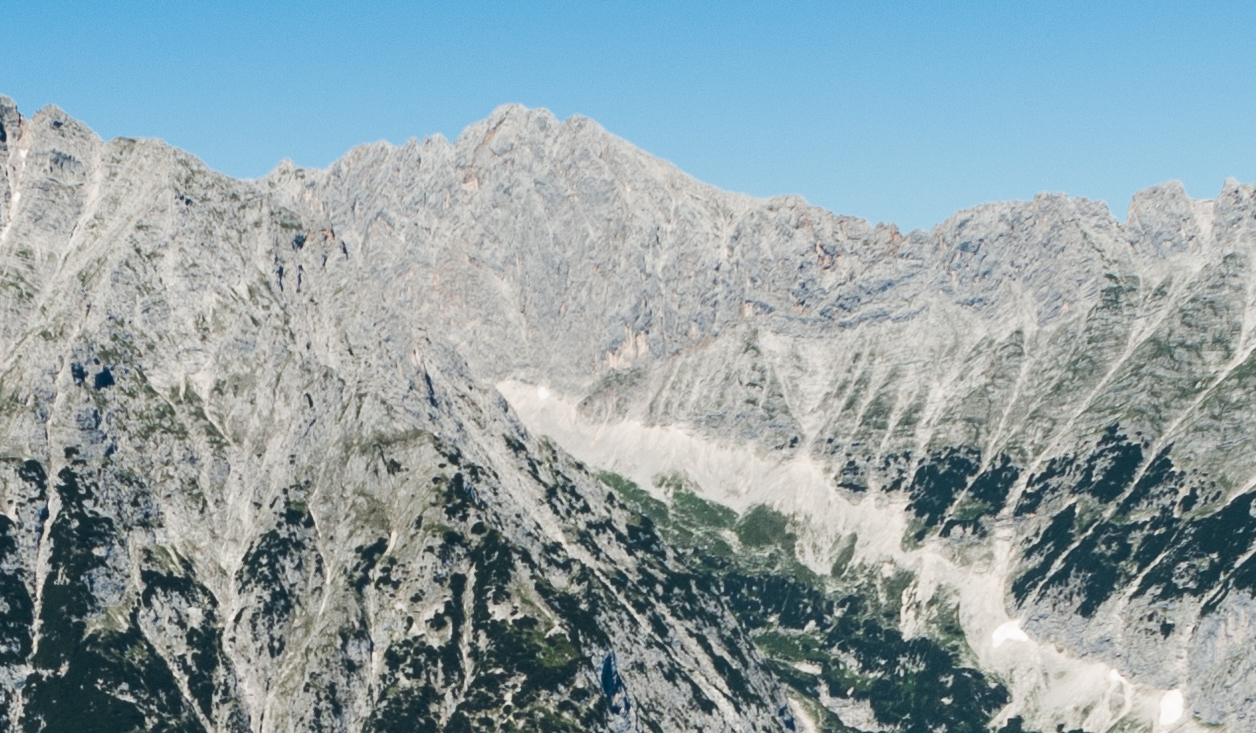

穆斯特施泰因山（德語：Musterstein），是德國的山峰，位於該國東南部，由巴伐利亞負責管轄，屬於韋特施泰因山脈的一部分，海拔高度2,478米，山體在三疊紀時期形成。